# Palaeochrysophanus candens
Palaeochrysophanus candens is een vlinder uit de familie van de Lycaenidae. De wetenschappelijke naam van de soort is voor het eerst geldig gepubliceerd in 1844 door Herrich-Schäffer.